# 스가와라 하쓰요
스가와라 하쓰요(일본어: 菅原初代 1963년 11월 14일 ~ 2023년 3월 9일)는 일본의 대식가이다.
2022년 대장암 4기 진단하였으며, 2023년 3월 9일 사망하였다.

## 수상 및 경력
- 2008년 일본 “많이 먹기 여왕“ 우승
- 2009년 일본 “많이 먹기 여왕“ 우승
- 2010년 일본 “많이 먹기 여왕“ 우승

## 기록
제22회 전일본 왕고소바 선수권 15분 340그릇 우승

제23회 전일본 왕고소바 선수권 10분 383그릇 2연승

제24회 전일본 왕고소바 선수권 10분 399그릇 최초 3연승

## 같이 보기
- 안젤라 사토
- 미야케 토모코
- 키노시타 유우카
- 갸루 소네